# Marcus Allbäck
Marcus Christian Allbäck, "Mackan", född 5 juli 1973 i Älvsborgs församling i Göteborg är en svensk före detta fotbollsspelare (anfallare). 
Han gjorde 30 mål på 74 landskamper för Sverige. Deltog i VM 2002 och 2006, EM 2000 (reserv), 2004 och 2008. Mästare med FC Köpenhamn två gånger. Cupmästare med Örgryte och Allsvensk skyttekung 1999 med 15 mål.
Allbäck har även varit spelaransvarig i det svenska fotbollslandslaget och är son till Stefan Allbäck.

## Biografi
Allbäck var en kvick anfallare som oftast befann sig inne i straffområdet. Han föddes in i Örgryte IS, hans far Stefan Allbäck registrerade medlemskap i klubben när Marcus var nyfödd. Efter spel i Nordsten IF kom Allbäck fram i mitten av 1990-talet i Öis. 1998 lånades han tillsammans med Anders Prytz ut till Lyngby FC i Danmark där Benny Lennartsson behövde spelare under säsongens sista månad sedan spelare sålts. Allbäck blev under den korta perioden i Danmark scoutad av AS Bari vars representanter såg Allbäck i en match mot FC Köpenhamn. Det blev ett halvår i Bari som inte valde att utnyttja sin option att förlänga lånekontraktet. 
Allbäck återvände hem till Göteborg och Örgryte IS där karriären tog riktig fart 1999. 1999 blev Allbäck allsvensk skyttekung och för första gången kallad till en landslagssamling i maj samma år. Hans debut i A-landslaget skedde 27 november 1999 mot Sydafrika i Pretoria.
1999–2000 spelade han tillsammans med Joachim Karlsson och Johan Elmander i Örgrytes anfall. Örgryte tog allsvenskt brons efter en överraskande fjärdeplats 1999 och vann Svenska Cupen efter finalseger över AIK. Allbäck gjorde Öis båda mål i den första matchen på Råsunda vilket gav en sammanlagd 2–1-vinst efter 0–1 hemma på Gamla Ullevi.

### Genombrott i landslaget
Allbäck provades i landslaget i början av 2000 och tog en av de sista platserna i den svenska EM-truppen 2000. Allbäck fick ingen speltid under turneringen. I samma veva lämnade han Örgryte för spel i nederländska SC Heerenveen. Han hade en lysande utveckling i SC Heerenveen under sin tid där 2000-2002. Han fick samtidigt sitt genombrott i landslaget. Allbäck räddade bland annat Sverige i VM-kvalmatchen borta mot Moldavien genom två sena träffar som inhoppare vilket blev hans genombrott i A-landslaget. Han följde upp med att bli matchvinnare i påföljande VM-kvalmatch mot Slovakien på Råsunda. Allbäck bildade ett effektivt och populärt anfallspar med Henrik Larsson i landslaget 2001-2002. 
Efter VM 2002 flyttade Allbäck till Aston Villa för att förverkliga drömmen om spel i Premier League. Allbäck lyckades aldrig i England även om han hade en kortare period där han gjorde flera mål. Allbäck fick lite speltid men behöll sin plats i landslagstruppen som inhoppare bakom givna anfallsparet Larsson-Zlatan Ibrahimović. Istället flyttade Allbäck till Hansa Rostock 2004 för att få speltid. I EM 2004 var Allbäck inhoppare och gjorde under turneringen ett mål, i inledningsmatchen mot Bulgarien (svensk seger med 5–0). Rostock var inne i en dålig period och krigade i botten av tabellen och Allbäck fick inte ut mycket av sitt spel. Rostock åkte ut och Allbäck gick till danska storlaget FC Köpenhamn. I Köpenhamn gick Allbäck en ny vår till mötes där han blev en firad målskytt som rutinerad landslagsanfallare. I landslaget fortsatte Allbäck att göra mål även som tredjeval och ibland fjärdeval bland anfallarna. 

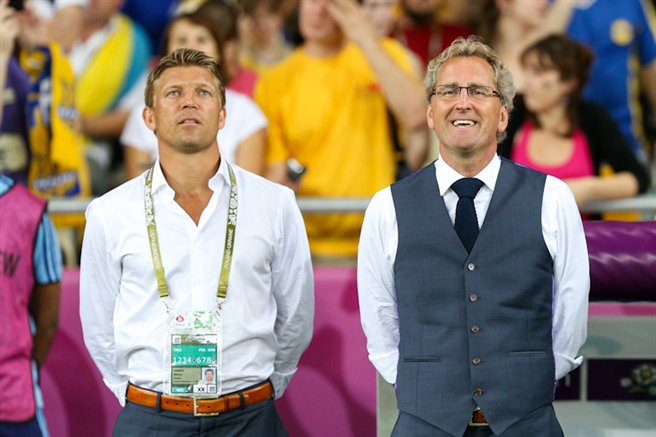
Allbäck och Erik Hamrén.

2006 gjorde Allbäck sitt andra VM-slutspel. I Sveriges enda vinstmatch gjorde Allbäck en stark match då han kom in i paus för en skadad Zlatan Ibrahimović. Allbäck hade flera lägen att avgöra och var delaktig i segermålet. Marcus Allbäck gjorde historiens 2 000:e VM-mål i VM i Tyskland genom att nicka in 1–1 för Sverige i matchen mot England 20 juni 2006. Under hösten gjorde Allbäck nya viktiga mål: Allbäck gjorde två mål i EM-kvalet mot Liechtenstein (3–1) och ett mot Spanien (2–0). Målet mot Spanien betydde 2–0 och var ett av Allbäcks absolut snyggaste mål under karriären, då han gick förbi en av världens bästa backar, Carles Puyol och sedan enkelt slog in den bredvid Iker Casillas.
Under hösten 2006 fortsatte framgångarna med Köpenhamn. Köpenhamn gick till Champions League för första gången och Allbäck blev historisk målskytt då han gjorde segermålet mot Manchester United vilket betydde Köpenhamns första vunna match i Champions League.

### Comeback i Örgryte
Efter åtta år i utlandet valde Allbäck att flytta hem till Örgryte IS. Han anlände till klubben efter EM-slutspelet 2008. Allbäck kom in som avbytare i den sista gruppspelsmatchen mot Ryssland, som blev hans sista insats i landslaget. 
Allbäck gjorde två mål i Örgrytes 3–0-seger över FC Väsby United som tog laget till Fotbollsallsvenskan 2009. Den 6 april 2011 rapporterades det i svenska medier att Allbäck registrerats för spel i Örgryte IS. Den 16 oktober 2011 gjorde han tillfällig comeback i ÖIS hemmamatch (seger, 3-0) mot Motala AIF i ett inhopp i den 70:e minuten inför stående ovationer på Gamla Ullevi.

### Spelaransvarig i landslaget
9 november 2009 utsågs Allbäck till tillförordnad assisterande tränare för Sveriges fotbollslandslag. En tid efter detta blev han permanent utnämnd till spelaransvarig i landslaget och avslutade då sin aktiva spelarkarriär. 
Efter EM-slutspelet i Frankrike 2016 lämnade Allbäck sin roll i landslaget, och han sadlade om och började att arbeta som spelaragent. 
Han spelade en välgörenhetsmatch för Järpens IF den 19 juni 2019.

## Meriter
- A-landskamper: 74 (30 mål)
- VM: 2002, 2006
  - Åttondelsfinal 2002, 2006
- EM: 2000, 2004, 2008
  - Kvartsfinal 2004
- Svenska cupen vinnare: 2000
- Skyttekung: Fotbollsallsvenskan 1999 (15 mål)
- Serieseger Superettan 2008
- Superligaen mästare: 2005/2006, 2006/2007

## Säsongsfacit

### Seriematcher / mål
- 1999–1999: ? / 15 (Allsvensk skyttekung)
- 2000–2000:
- 2000–2001: 16 / 10 (enligt Heerenveen)
- 2001–2002: 32 / 15 (enligt Heerenveen)
- 2002–2003: 20 / 5 (enligt soccerbase)
- 2003–2004: 15 / 1 (enligt soccerbase)
- 2004–2005: 26 / 4
- 2005–2006: 30 / 14? (mål i 12 matcher)
- 2006–2007: 26 / 12? (mål i 10 matcher)
- 2007–2008: 29 / 8 (mål i 8 matcher)
- 2008–2008: 12 / 5 (enligt SvFF)

### A-Landskamper för Sverige / mål
- 1999: 1 / 0
- 2000: 4 / 1
- 2001: 9 / 6
- 2002: 13 / 4
- 2003: 9 / 5
- 2004: 11 / 7
- 2005: 7 / 0
- 2006: 9 / 4
- 2007: 7 / 3
- 2008: 4 / 0